# Marek Kincl
 Marek Kincl  (* 3. dubna 1973 Praha) je bývalý český fotbalový útočník a reprezentant. Silově vybavený vysoký útočník, výborný hlavičkář; dobře si kryje míč, prosazuje se v osobních soubojích, má velmi dobré zakončení; slabinou je práce s míčem a technika. Je prvním českým fotbalistou, který dokázal dát gól ve všech oficiálních mistrovských soutěžích od nejnižší IV. třídy až po nejvyšší soutěž, dále také v českém fotbalovém poháru, Poháru UEFA a Lize mistrů a to v rozmezí let 1992–2019. V reprezentaci gól nedal. 
S manželkou Lucií vychovává syna Marka a dceru Zuzanu. Momentálně působí na amatérské úrovni v týmu Sokol Zlatníky.

## Klubová kariéra
Začínal v pražském Slavoji, před vojnou ve VTJ Slaný hrál za Slavoj Vyšehrad, potom prošel týmy Spolana Neratovice, Spartak Hradec Králové, Chmel Blšany, Slovan Liberec, FC Zlín, Příbram, opět Slovan Liberec a Viktoria Žižkov. Na Žižkově se stal kanonýrem a nejlepším střelcem mužstva a v létě 2000 ho koupil klub AC Sparta Praha. Jeho nejlepší období nastalo na podzim 2001, kdy byl klíčovým útočníkem Sparty v domácí soutěži i Lize mistrů UEFA. Po odvolání trenéra Hřebíka už tolik šancí nedostával, ale v roce 2003 se stal hrdinou. Nejprve na jaře rozhodl derby se Slavií Praha a v podstatě i o titulu a na podzim zařídil výhru v klíčovém utkání 2003/04 (v prosinci 2003) s Laziem Řím, vstřelil vítězný gól hlavou ve třetí minutě nastaveného času. Výsledek 1:0 znamenal postup Sparty do osmifinále věhlasné soutěže.. Vzápětí přestoupil do ruského klubu Zenit Petrohrad. Tam se však neprosadil, a tak v létě 2004 zamířil do Rapidu Vídeň, se kterým hned v prvním roce působení získal mistrovský titul. V dresu Rapidu Vídeň vstřelil 2. listopadu 2005 v Lize mistrů 2005/06 proti belgickému celku Club Brugge KV jeden z nejrychlejších gólů, když se prosadil hlavou po 25 sekundách hry. Bruggy vývoj otočily a zvítězily 3:2.
V roce 2007 zamířil do druholigového SK Schwadorf 1936. V létě 2008 se vrátil domů, kde ho angažoval ligový nováček Bohemians Praha ze Střížkova. Po sestupu Střížkova z ligy ukončil profesionální kariéru.
Poté začal hrát za divizní klub SK Viktorie Jirny, s nímž v roce 2013 postoupil do ČFL. V létě 2014 přestoupil do FK Zbuzany 1953, kteří hrají 1.B. třídu. Od léta roku 2019 hraje okresní přebor za tým Sokol Zlatníku v okrese Praha-západ.
- Bilance v I. lize (české): 238 zápasů, 67 gólů
- Bilance v I. lize (zahraničí): 95 zápasů, 27 gólů

## Reprezentační kariéra
Kincl odehrál v roce 2000 dva zápasy v dresu české fotbalové reprezentace. Debutoval 8. února 2000 v Hongkongu proti reprezentaci Mexika (výhra 2:1), druhý přátelský zápas absolvoval 16. srpna v Ostravě proti národnímu týmu Slovinska (porážka 0:1).